# Église positiviste

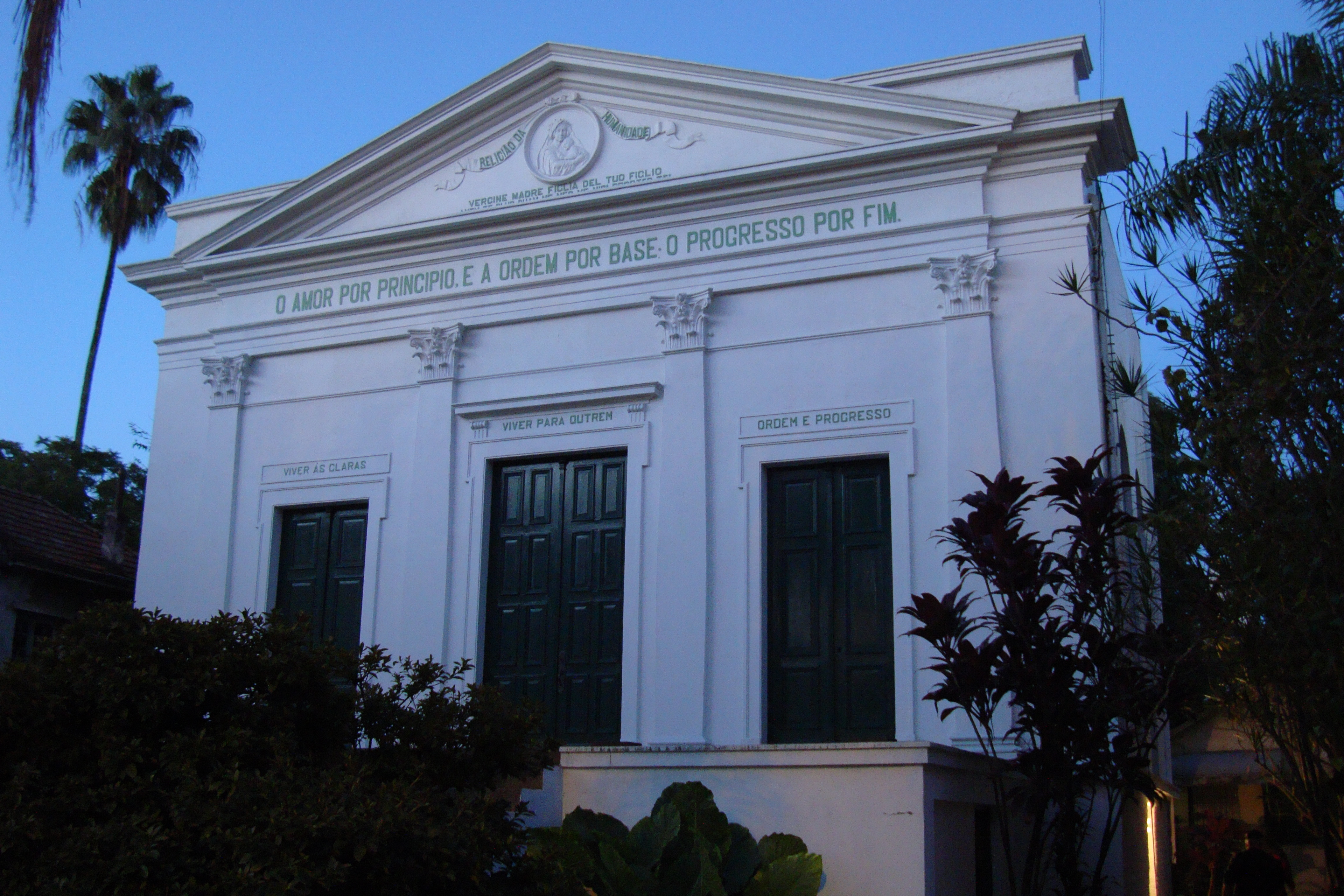
Temple positiviste à Porto Alegre, Brésil.

 (juin 2020).
Si vous disposez d'ouvrages ou d'articles de référence ou si vous connaissez des sites web de qualité traitant du thème abordé ici, merci de compléter l'article en donnant les références utiles à sa vérifiabilité et en les liant à la section « Notes et références ».
L'Église positiviste est une institution fondée par Auguste Comte dans le cadre du positivisme religieux qu'il développe dans la deuxième partie de sa vie (1846-1857) dans la phase dite religieuse de sa pensée.
Auguste Comte souhaite ainsi contribuer à régénérer la société par l'institution d'un « sacerdoce » nouveau.
Cette phase débouche sur des réflexions sur l'organisation de la société et de l'État. Auguste Comte fonde en 1848 une société positiviste et fait les plans d'une sorte d'Église de nature positiviste, à caractère de culte des morts.

## Rappel historique
Après son éviction de l'École polytechnique, Auguste Comte est secrétaire de Claude-Henri de Rouvroy de Saint-Simon de 1817 à 1824. Il partage les idées de son employeur sur le progrès industriel, et le passage d'un âge théologique et féodal à un âge positif et industriel.
La publication du Nouveau christianisme, dernière œuvre de Saint-Simon (1825), sensibilise Comte aux réflexions sur un système religieux propre à répondre aux aspirations de la société française au moment de l'arrivée au pouvoir de Charles X (1757-1836, roi de 1824 à 1830).
Auguste Comte avait dès ce moment choisi de vivre de cours privés et de conférences portant sur les sciences. Toutefois, après une dépression nerveuse, il compose en 1826 le Cours de philosophie positive, une présentation de son système.

## Doctrine

### Contexte du positivisme scientifique
Dans la phase philosophique de son œuvre, que l'on qualifie quelquefois de positivisme scientifique, développée dans le Cours de philosophie positive (1830-1842), Auguste Comte ramène la connaissance du réel au phénoménal au sens strict du terme. Autrement dit, pour Comte, la connaissance que nous avons du monde nous est donnée par la perception directe que nous pouvons avoir à travers l'expérience sensible ou à travers des raisonnements scientifiques. Les causes premières des actions humaines sont oubliées. Seule compte l'explication scientifique des phénomènes physiques par la recherche des lois scientifiques et techniques.
Ceci est atteint lorsque l'humanité, partant d'un âge théologique, parvenue à l'état métaphysique, arrive à l'âge positif : les sciences ont atteint le stade positif dans l'évolution historique. Comte appelle la progression vers ce stade la loi des trois états.

### Naissance de la doctrine«religieuse»
À la mort de Clotilde de Vaux (5 avril 1846), Auguste Comte cherche à faire son deuil. Il considère que sa vie privée concerne toute l'humanité. Il cherche à réorganiser son système philosophique antérieur, le positivisme scientifique. Selon Auguste Comte, cette idée lui serait venue dès 1845. Il développe les principes d'organisation qui doivent, selon lui, fonder les sociétés humaines.
Dans cette phase de sa vie, Auguste Comte emploie un vocabulaire religieux : il s'imagine « grand-prêtre » de l'Humanité, il parle de « catéchisme », de « sacrements », il imagine un « temple » de l'Humanité, le positivisme est la « religion » de l'Humanité, etc.
Le positivisme « religieux » proprement dit a aujourd'hui pratiquement disparu en tant que mouvement « religieux ». Il subsiste néanmoins une chapelle à Paris, la chapelle de l'Humanité, et une Église positiviste au Brésil.

### Sociologie
Auguste Comte a développé cette « religion » naturelle, afin de définir ce qu'il considérait être une morale pour la vie en société : l'amour de l'autre serait selon lui vécu d'abord à travers l'union des sexes, sentiment de générosité et de désintéressement, qui serait généralisable à des groupes humains plus larges.
Dans le système de politique positive (1851-1854), Auguste Comte développe ses idées sur la « religion » qu'il introduit.
- Voir la signification exacte du terme religion dans l'article détaillé religion.

La « religion de l'humanité » de Comte, telle qu'il la désigne, s'appuie sur trois notions :
- l'altruisme, terme qu'il a créé, qui renvoie au sentiment de générosité dont on a parlé ci-dessus.
- l'ordre : Comte considérait en effet qu'après la Révolution française, il était nécessaire de rétablir l'ordre dans la société, et il établit un système de classification des sciences.
- le progrès : c'est la croyance qu'il introduisit - à la suite de Saint-Simon (comte de Saint-Simon, et non le duc de Saint-Simon auteur des célèbres mémoires), qui parlait déjà de progrès industriel - en un développement s'appuyant exclusivement sur le développement de la technique et de l'industrie.

Comte établit aussi une classification des sentiments. 
Certains[Qui ?] considèrent qu'Auguste Comte est le fondateur de la sociologie. En fait[pas clair], Sieyès a déjà employé le terme en 1789, avant Comte qui, lui, a popularisé l'usage du terme au XIXe siècle[réf. nécessaire].
Pour Comte, la sociologie couronne les autres sciences :
- les mathématiques ;
- l'astronomie ;
- la physique qui s'appuie sur ce premier socle ;
- la chimie ;
- la biologie.

### «Catéchisme» positiviste
Voir la signification exacte du terme « catéchisme » dans l'article détaillé catéchisme.
Dans le catéchisme positiviste (1851), Auguste Comte a formalisé sa religion en définissant neuf « sacrements » :
- la présentation (nomination et parrainage)
- l'initiation
- l'admission (la fin de l'éducation)
- la destination (le choix d'une carrière)
- le mariage
- la maturité
- la retraite
- la transformation ou la séparation, faisant l'office d'une extrême-onction sociale
- l'Incorporation, sept ans après la mort.

L'Incorporation est l'union avec les morts, censés gouverner le monde, dans la doctrine d'Auguste Comte, d'où l'expression employée par Raquel Capurro de « culte des morts ».
Auguste Comte a défini aussi un « calendrier positiviste ».
Il écrivit aussi la Synthèse subjective (1851).

### Grand-Être
La doctrine s'appuie sur un « Grand-Être », qui symbolise l'Humanité. La conception de l'Être Suprême dans le positivisme diffère de celle des religions traditionnelles. Dans le positivisme, l'Être Suprême est considéré comme une représentation symbolique de l'ensemble de l'Humanité et de ses valeurs morales et sociales. L'accent est mis sur l'adoration de l'Humanité en tant qu'idéal collectif plutôt que sur la vénération d'une entité divine transcendante.

## Chapelles et temples de l'Humanité

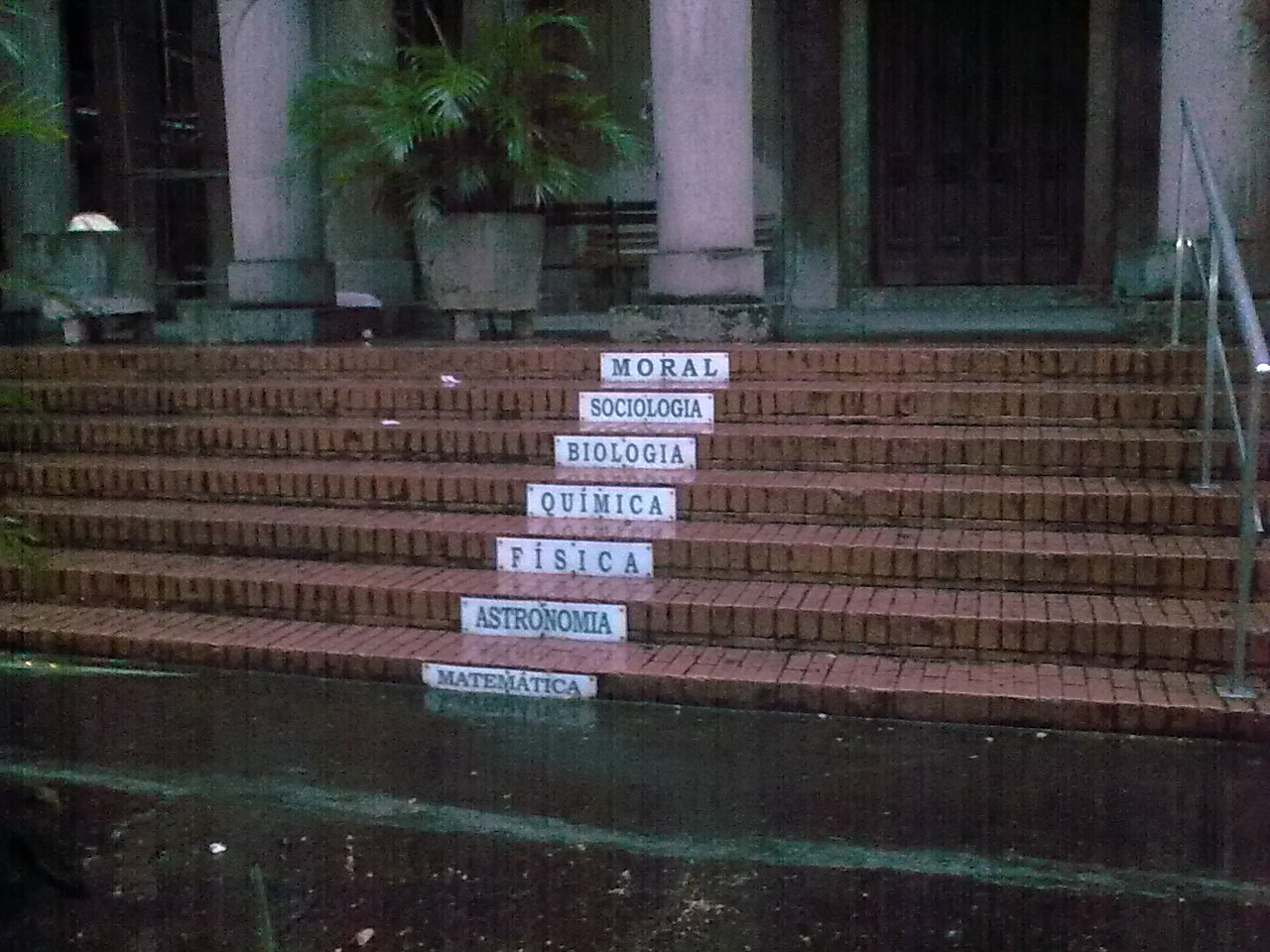
Escalier du Templo da Humanidade, à Rio de Janeiro.

- Chapelle de l'Humanité — 5 rue Payenne (quartier du Marais), Paris, ancien appartement loué par Clotilde de Vaux avant sa mort[4]
- Templo da Humanidade — Rua Benjamin Constant 74, Rio de Janeiro, Brésil
- Capela Positivista — Avenida João Pessoa 1058, Porto Alegre, Brésil
- Capela Positivista — Rua Riachuelo 90, Curitiba, Brésil

## Regard actuel

### Sur les fondements de la pensée
Si l'on regarde les sources sur lesquelles se fonde la pensée d'Auguste Comte, il semble qu'il ait négligé deux apports de la pensée occidentale :
- la philosophie de la Grèce antique,
- les fondements philosophiques des grandes religions.

### Sur le plan philosophique
Auguste Comte s'appuie, à l'exception de Roger Bacon (XIIIe siècle), sur des philosophes tous postérieurs au XVIIe siècle.

### Sur le plan sociologique
On constate que d'autres penseurs se sont penchés sur les phénomènes sociaux avant Comte. Le terme de sociologie a été employé par Sieyès.
Montesquieu, au siècle des Lumières, s'était déjà penché sur l'étude des sociétés humaines, et constatait déjà la nécessité d'un changement de représentation du monde.

### Sur le plan religieux
Le positivisme religieux (mais aussi philosophique) est très éloigné des grandes religions monothéistes et des philosophies orientales.
Le positivisme, tant philosophique, que religieux, nie la transcendance. C'est un humanisme athée selon Henri de Lubac.
Dans le même temps que les causes premières sont oubliées, la logique d'enchaînement des événements est dénaturée, de sorte que l'on ne comprend plus les causes finales telles qu'elles étaient exposées par Aristote dès le IVe siècle av. J.-C. (Éthique à Nicomaque). Dans ce dernier traité, Aristote identifiait quatre types de causes, dont la cause finale, ou telos.

### Du point de vue historique
Selon Raquel Capurro, le Grand-Être est en quelque sorte la continuation du Culte de la Raison de la Révolution française.
En fait, cette « religion » semble avoir été développée et acceptée par les contemporains de Comte en raison du rejet de la métaphysique et de la philosophie d'Aristote, probablement parce qu'Aristote adoptait la théorie du géocentrisme.

## Influences

### Dans le droit
Les ouvrages d'Auguste Comte écrits dans cette phase de sa pensée - surtout le Système de politique positive - ont influencé des théoriciens du droit public :
- Hans Kelsen, à travers le normativisme et le droit positif,
- Léon Duguit, à travers la théorie de l'État de service.

Cela correspond à une certaine partie du droit public français.

### Dans la médecine
Le positivisme religieux a aussi influencé la médecine.

### Dans la politique
Selon Claude Allègre, Jean Jaurès aurait participé aux banquets positivistes.
Selon Jacques Prévotat, Charles Maurras, fondateur de l'Action française, eut une « nuit d'extase » en lisant la Synthèse subjective de Comte.
Le Grand-Être de Comte, qui englobait originellement l'humanité entière, aurait été réduit, selon Jacques Prévotat, à la nation, engendrant le nationalisme en France.

### En Amérique latine
Le positivisme s'est beaucoup répandu en Amérique latine à la fin du XIXe siècle, à travers ses formes « religieuses » (temple au Brésil), ou philosophique (Argentine et autres pays d'Amérique latine).
La devise du Brésil est « ordem e progresso » (ordre et progrès, deux notions de la religion positiviste), que l'on peut voir sur le drapeau brésilien.
Voir Raquel Capurro.

### Dans le monde anglo-saxon
La réception du positivisme religieux en Angleterre d'abord, puis dans le monde anglo-saxon en général, s'est surtout faite à partir de la notion d'altruisme.